# Spourgítis
Spourgítis är en ort i Grekland.   Den ligger i prefekturen Nomós Kilkís och regionen Mellersta Makedonien, i den norra delen av landet, 400 km norr om huvudstaden Aten. Spourgítis ligger 381 meter över havet och antalet invånare är 147.
Terrängen runt Spourgítis är kuperad åt nordost, men åt sydväst är den platt. Runt Spourgítis är det glesbefolkat, med 10 invånare per kvadratkilometer. Närmaste större samhälle är Kilkis, 14,7 km sydväst om Spourgítis. Trakten runt Spourgítis består till största delen av jordbruksmark.